# Севен Мајл Форд (Вирџинија)
Севен Мајл Форд (енгл. Seven Mile Ford) насељено је место без административног статуса у америчкој савезној држави Вирџинија.

## Демографија
По попису из 2010. године број становника је 783.
| Група             | 2000.    | 2010.       |
| Белци             | 0 (0,0%) | 758 (96,8%) |
| Афроамериканци    | 0 (0,0%) | 18 (2,3%)   |
| Азијати           | 0 (0,0%) | 0 (0,0%)    |
| Хиспаноамериканци | 0 (0,0%) | 2 (0,3%)    |
| Укупно            | 0        | 783         |